# Clyomys laticeps
Clyomys laticeps es una especie de roedor de la familia Echimyidae.

## Distribución geográfica
Se encuentra en Sudamérica: Brasil y Paraguay.

## Hábitat
Su hábitat natural son: área protegidas, sabana, hábitat subterráneo.